# Castrejón de Trabancos
Castrejón de Trabancos è un comune spagnolo di 250 abitanti situato nella comunità autonoma di Castiglia e León.